# Pteromylaeus
Genre
Pteromylaeus est un genre de raies de la famille des Myliobatidae.

## Liste espèces
Selon ITIS (6 aout 2025) :
- Pteromylaeus asperrimus (Gilbert, 1898) -- Pacifique est
- Pteromylaeus bovinus (Geoffroy Saint-Hilaire, 1817) -- Atlantique chaud et Méditerranée